# 藤原親季
藤原 親季（ふじわらの ちかすえ、建仁元年〈1201年〉 - 没年不明）は鎌倉時代前期の公卿。藤原北家道綱流。

## 官歴
- 承久3年（1221年）：侍従
- 貞応2年（1223年）：従五位上
- 元仁2年（1225年）：信濃権介
- 嘉禄3年（1227年）：左馬頭
- 安貞3年（1229年）：正五位下
- 寛喜2年（1230年）：土佐権介、左少将
- 寛喜3年（1231年）：従四位下、備中守
- 天福元年（1233年）：従四位上
- 文暦2年（1235年）：播磨守
- 嘉禎元年（1235年）：右中将
- 嘉禎2年（1236年）：従四位下
- 嘉禎4年（1238年）：蔵人頭
- 暦仁元年（1238年）：従三位、参議
- 延応元年（1239年）：正三位、讃岐権守
- 仁治2年（1241年）：従二位、権中納言

## 系譜
- 父：藤原定季
- 弟：藤原定宗
- 弟：藤原盛季
- 子：藤原季顕